# مكتبة بلدية الخليل العامة
مكتبة بلدية الخليل هي مكتبة فلسطينية عامة بمحافظة الخليل، تأسست عام 1970م، تقع في منطقة بئر الحمص وسط مدينة الخليل في الضفة الغربية، تعد من أقدم وأكبر المكتبات على مستوى الوطن.

## التاريخ
ساهمت منذ تأسيسها عام 1970 في نشر الثقافة في فلسطين ومدينة الخليل. تحتوي المكتبة على حوالي 60 ألف كتاب، يبلغ معدل عدد روادها الشهري 3500 شخص.

## الأهمية
- تضم المكتبة تشكيلة واسعة من الكتب في قضايا الصراع العربي الإسرائيلي بالعديد من اللغات.

- تقدم العديد من الخدمات لمعلمي المدارس المشرفين على المكتبات المدرسية الفلسطينية.

- تعمل المكتبة بنظام إعارة محوسب وتقدم خدماتها لكافة شرائح المجتمع وذلك لرفع المستوى الثقافي لأبناء المدينة والمحافظة والمقيمين فيها والزائرين.

- تهيئة الوسائل للبحث العلمي الحر وتأمين الكتب والمراجع والمصادر اللازمة لذلك.[5]

## صور

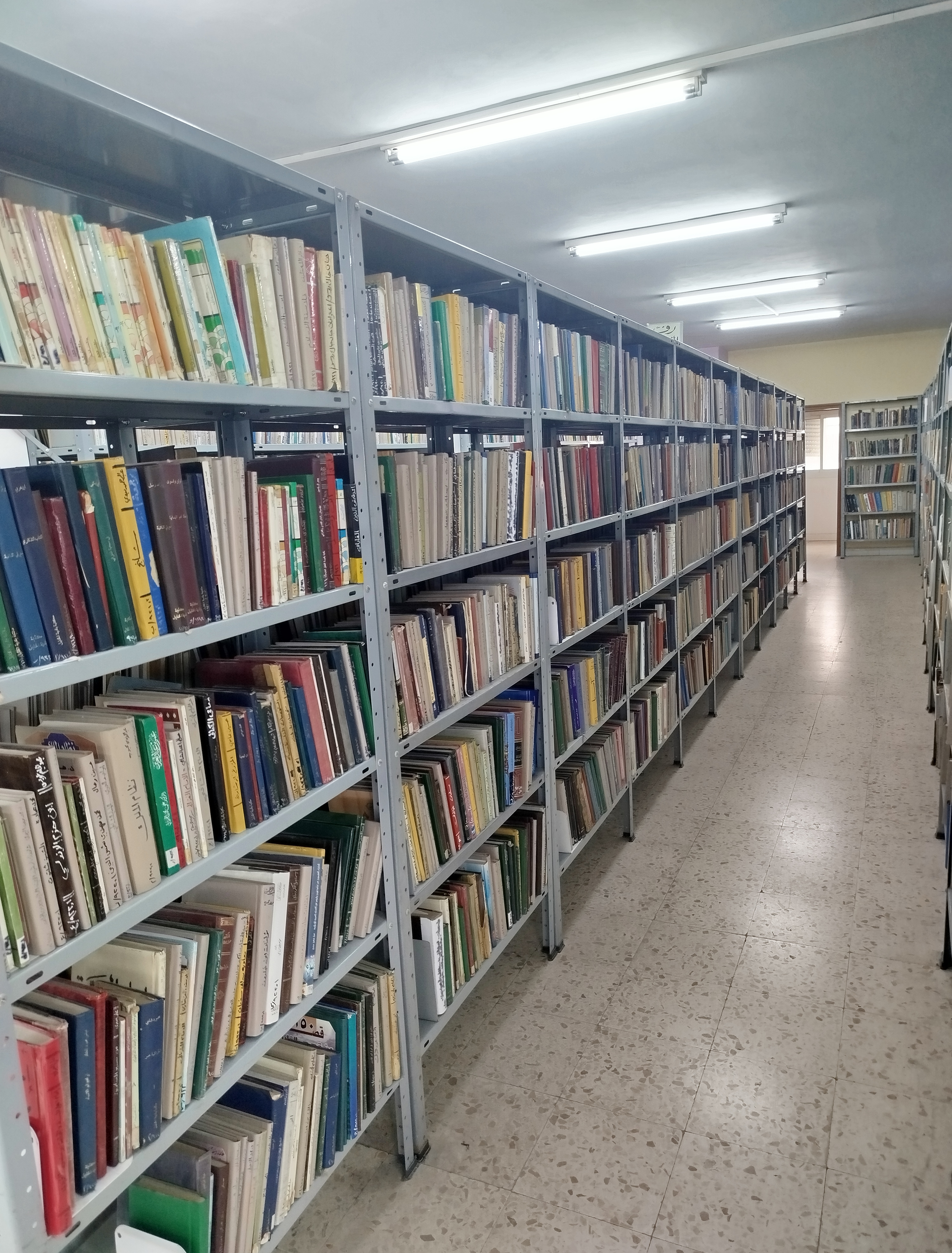
جانب من مكتبة بلدية الخليل